# Aiguille du Croissant
L'Aiguille du Croissant (4.260 m s.l.m.) è una vetta minore del Gruppo del Grand Combin che si trova nel Canton Vallese (Svizzera).

## Caratteristiche
L'Aiguille du Croissant si trova lungo la cresta che dal Grand Combin de Grafeneire conduce al Grand Combin de Tsessette.
La vetta non è inserita nella lista dei 4000 delle Alpi perché non rispetta il criterio topografico: infatti ha una prominenza minore di trenta metri rispetto al Grand Combin de Grafeneire. Viene inserita nella lista secondaria .